# Yōsuke Kashiwagi
Yōsuke Kashiwagi (jap. 柏木 陽介, Kashiwagi Yōsuke; * 15. Dezember 1987 in Kōbe) ist ein japanischer Fußballspieler.

## Karriere

### Verein
Yōsuke Kashiwagi erlernte das Fußballspielen in der Jugendmannschaft von Sanfrecce Hiroshima. Der Club aus Hiroshima spielte in der ersten Liga des Landes, der J1 League. Hier unterschrieb er 2006 auch seinen ersten Profivertrag. 2007 stieg er mit dem Club als Tabellensechzehnter in die zweite Liga ab. Im ersten Zweitligajahr wurde der Club Meister und stieg wieder direkt in die erste Liga auf. Bis 2009 absolvierte er für den Club 81 Erstligaspiele und 31 Zweitligaspiele. 2010 wechselte er zum Ligakonkurrenten Urawa Red Diamonds nach Saitama. Hier stand er bis März 2021 unter Vertrag. Am 12. März 2021 wechselte er nach Gifu zum Drittligisten FC Gifu.

### Nationalmannschaft
Yōsuke Kashiwagi spielte viermal in der U-20-Nationalmannschaft. Elfmal spielte er für die japanische Fußballnationalmannschaft. Sein Länderspieldebüt gab er am 6. Januar 2010 in einem Freundschaftsspiel gegen den Jemen.

## Erfolge
Urawa Red Diamonds
- AFC-Champions-League-Sieger: 2017
- AFC-Champions-League-Finalist: 2019
- Copa-Suruga-Bank-Sieger: 2017
- Japanischer Ligapokalsieger: 2016
- Japanischer Vizemeister: 2014, 2016
- Japanischer Pokalsieger: 2018

Sanfrecce Hiroshima
- Japanischer Supercup-Sieger: 2008
- Japanischer Zweitligameister: 2008  ▲